# Paulin d'Anglas de Praviel
Pour les articles homonymes, voir Anglas et Praviel.
Paulin d'Anglas de Praviel est un militaire français, né à Aimargues le 25 décembre 1793 et mort à Congénies le 28 août 1872.
Il est connu pour avoir été le dernier survivant de l’échouage de la Méduse le 2 juillet 1816 et du sauvetage catastrophique qui s’ensuivit.

## Biographie
Fils du militaire Étienne d'Anglas,
frère du médecin Stanislas d'Anglas, Paulin Étienne d'Anglas de Praviel embarque à l'Île d'Aix, au large de Rochefort, sur la Méduse en tant qu'officier d'infanterie le 17 juin 1816 pour rejoindre Saint-Louis-du-Sénégal. Le 2 juillet la Méduse s'échoue avec 395 personnes à son bord au large de l'Afrique. 155 personnes embarquent sur un grand radeau de sauvetage. Lorsque le radeau est retrouvé le 17 juillet par un autre navire de la compagnie, il ne reste plus que 15 survivants.
Paulin d'Anglas n'a pas embarqué sur le radeau mais se trouvait dans la chaloupe chargée en vain de le remorquer jusqu'à la côte. Ses détracteurs l'accuseront d'avoir tranché le câble et d'avoir laissé par conséquent partir le radeau à la dérive. Il est du nombre des 52 militaires débarqués le 6 juillet près des Mottes d'Angel pour soulager la chaloupe surchargée. Ils rejoindront Saint-Louis du Sénégal à pied le 22 juillet, au terme d'une marche d'environ 400 km dans le désert sans vivres ni eau.
Il a écrit la 2e relation en 1818 pour répondre aux assertions de MM. Corréard et Savigny.
Il fut aussi conseiller municipal d'Aimargues en 1827-28.
Il terminera ses jours auprès de sa famille à Congénies, où il obtint sous le  Second Empire la tenue d'un bureau de tabac, emploi réservé aux vétérans. À la mort de son ennemi Corréard en 1858, il réédite ses mémoires en se présentant comme le dernier naufragé de la Méduse.
Il est enterré à Aimargues selon ses dernières volontés, sa tombe est toujours visible dans le cimetière de la ville.
Son fils Alphonse, également militaire, recevra la Légion d'honneur.

## Son récit du naufrage
- Paulin d'Anglas de Praviel, Relation nouvelle et impartiale du naufrage de la frégate La Méduse et des événements qui ont eu lieu dans le désert de Zaarha et au camp de Daccard, Nismes, chez Gaude, 1818, 64 p., in-8° (lire sur Wikisource). — Rééd. : Scènes d’un naufrage ou La Méduse : nouvelle et dernière relation du naufrage de La Méduse, Nîmes, chez l’auteur, 1858, 139 p., in-8° (lire sur Wikisource, lire en ligne). — Repris dans les trois recueils suivants :
- De La Méduse à Géricault : bicentenaire, 1816-2016, du naufrage de la frégate La Méduse, Épinac, Denis éditions, 2016, 89 p., in-8° (ISBN 979-10-94773-58-1). — Réunit la relation de Paulin d'Anglas de Praviel et un article de Charles Clément sur le tableau de Géricault.
- Relation complète du naufrage de la frégate La Méduse, faisant partie de l’expédition du Sénégal en 1816, Paris, Éd. J. de Bonnot, 1968, 419 p., in-8°. — Réunit les relations de Corréard et Savigny, de Paulin d'Anglas de Praviel et de Rang Des Adrets.
- Relations des survivants du naufrage de La Méduse (préf. Jean Dumont), Paris, Éd. F. Beauval, 1969, 328 p., in-8°. — Réunit les relations de Corréard et Savigny (texte de la 2e éd. refondue (Paris, 1818), augmentée des notes de Charles-Marie Brédif, ingénieur, membre de l’expédition) et de Paulin d'Anglas de Praviel.